# Liste der Nummer-eins-Hits in Australien (1970)
Diese Liste enthält alle Nummer-eins-Hits in Australien im Jahr 1970. Es gab in diesem Jahr 15 Nummer-eins-Singles und sieben Nummer-eins-Alben.
| Singles | Alben |
| --- | --- |
| - Elvis Presley – Suspicious Minds - 3 Wochen (27. Dezember 1969 – 18. Januar 1970) - John Farnham – Raindrops Keep Fallin’ on My Head - 7 Wochen (19. Januar – 8. März) - Shocking Blue – Venus - 2 Wochen (9. März – 22. März) - Led Zeppelin – Whole Lotta Love - 2 Wochen (23. März – 5. April) - The Beatles – Let It Be - 6 Wochen (6. April – 17. Mai) - Norman Greenbaum – Spirit in the Sky - 5 Wochen (18. Mai – 21. Juni) - Ray Stevens – Everything Is Beautiful - 2 Wochen (22. Juni – 5. Juli) - The Beach Boys – Cotton Fields - 1 Woche (6. Juli – 12. Juli) - Creedence Clearwater Revival – Up Around the Bend / Run Through the Jungle - 6 Wochen (13. Juli – 23. August) - Simon & Garfunkel – El Condor Pasa (If I Could) - 1 Woche (24. August – 30. August) - Mungo Jerry – In the Summertime - 1 Woche (31. August – 6. September) - Mixtures – In the Summertime - 6 Wochen (7. September – 18. Oktober) - Carpenters – (They Long to Be) Close to You - 3 Wochen (19. Oktober – 8. November) - Creedence Clearwater Revival – Lookin’ Out My Back Door / Long as I Can See the Light - 4 Wochen (9. November – 6. Dezember) - Miguel Ríos – A Song of Joy - 4 Wochen (7. Dezember 1970 – 3. Januar 1971) | - The Beatles – Abbey Road - 18 Wochen (25. Oktober 1969 – 1. März 1970) - Led Zeppelin – Led Zeppelin II - 5 Wochen (2. März – 5. April) - Simon and Garfunkel – Bridge over Troubled Water - 6 Wochen (6. April – 17. Mai, insgesamt 15 Wochen) - The Beatles – Hey Jude - 2 Wochen (18. Mai – 31. Mai) - Simon and Garfunkel – Bridge Over Troubled Water - 2 Wochen (1. Juni – 14. Juni, insgesamt 15 Wochen) - The Beatles – Let It Be - 4 Wochen (15. Juni – 12. Juli) - Crosby, Stills, Nash & Young – Déjà Vu - 2 Wochen (13. Juli – 26. Juli) - Simon and Garfunkel – Bridge Over Troubled Water - 7 Wochen (29. Juni – 13. September, insgesamt 15 Wochen) - Creedence Clearwater Revival – Cosmo’s Factory - 19 Wochen (14. September 1970 – 23. Januar 1971) |